# Strukstrup Sogn
|  | Sammenskrivningsforslag Artiklen Strukstrup Sogn er foreslået føjet ind i Strukstrup. (Siden maj 2017) Diskutér forslaget |

Strukstrup Sogn (på tysk Kirchspiel Struxdorf) er et sogn i det sydlige Angel i Sydslesvig, tidligere i Strukstrup Herred (Gottorp Amt), nu i Strukstrup Kommune i Slesvig-Flensborg Kreds i delstaten Slesvig-Holsten.
I Strukstrup Sogn findes flg. stednavne:
- Aarup (Arup)
- Aarupgaard
- Balle (Bellig)
- Blæsebjerg (Blasberg)
- Boholt (Boholz) med Boholt Å
- Egebjerg (Ekeberg) ved den tidligere Egebjerg Sø
- Golbjerg ved Aarup
- Koltoft (på dansk også Kåltoft)
- Lundbjerg
- Petersborg
- Ravnholt (Rabenholz) nær ved Ravnholt Sø
- Holmølle (Höllmühle), uden gården Stade, som hører under Ølsby Sogn
- Strukstrup (Struxdorf)